# Gian Francesco Trivulzio
Gian Francesco Trivulzio, II marchese di Vigevano (5 ottobre 1509 – Mantova, 14 luglio 1573), è stato un nobile e condottiero italiano.

## Biografia

### Infanzia

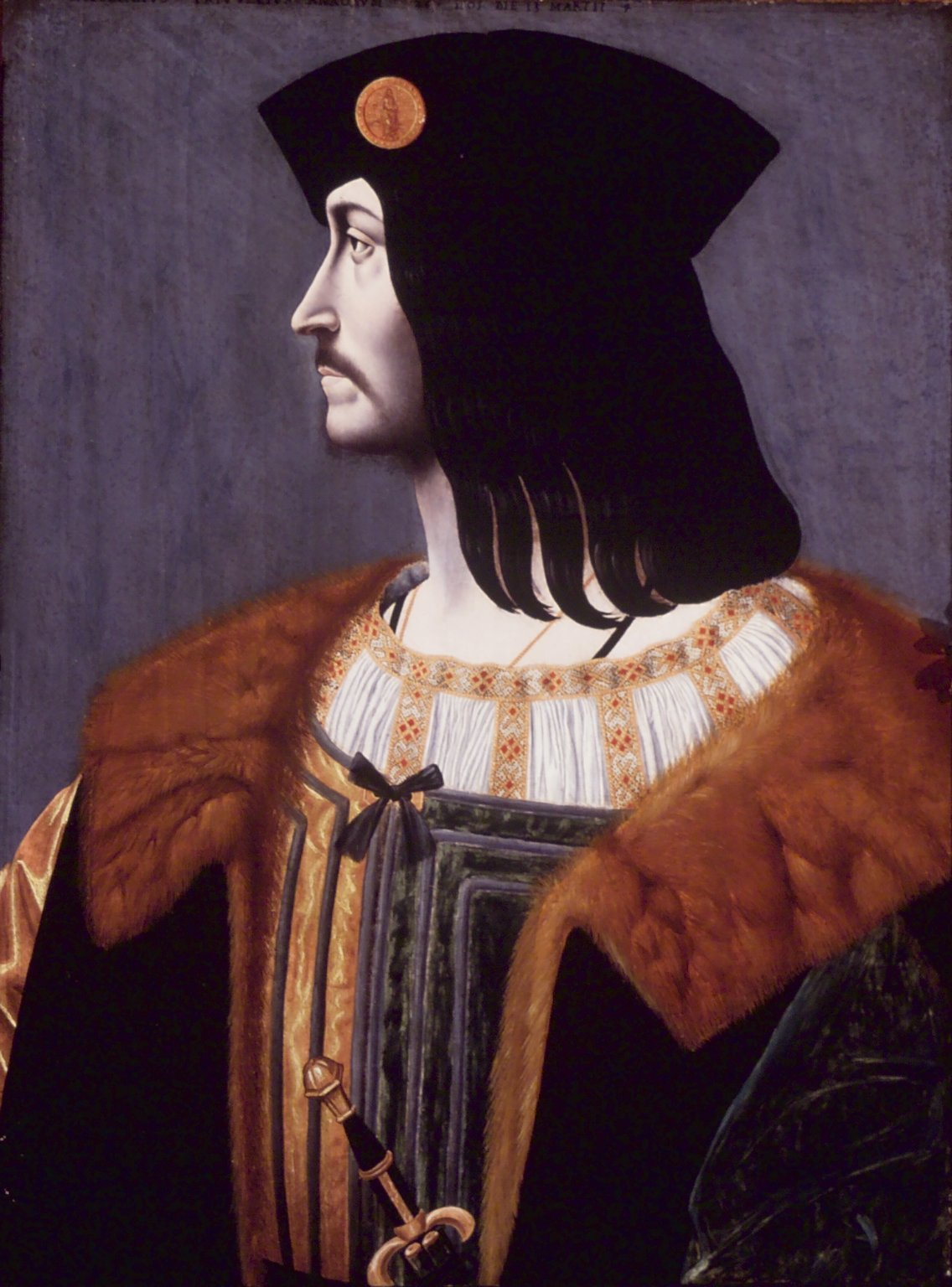
Gian Niccolò Trivulzio ritratto da Bernardino de' Conti nel 1505. Oggi questo dipinto è situato nel Brooklyn Museum

Figlio del condottiero Gian Niccolò Trivulzio e di Paola Gonzaga, rimase orfano di entrambi in giovane età.

### Matrimonio

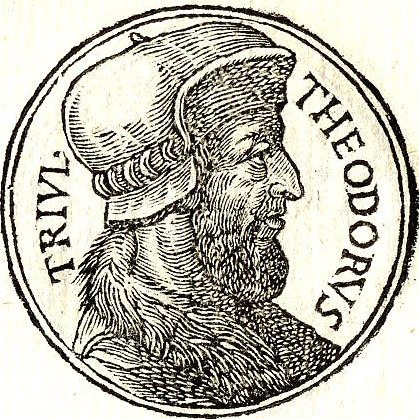
Teodoro Trivulzio, dal Promptuarii Iconum Insigniorum

Gian Francesco sposò Giulia Trivulzio, figlia del maresciallo di Francia Teodoro Trivulzio ed ebbero quattro figli.

### Carriera politica

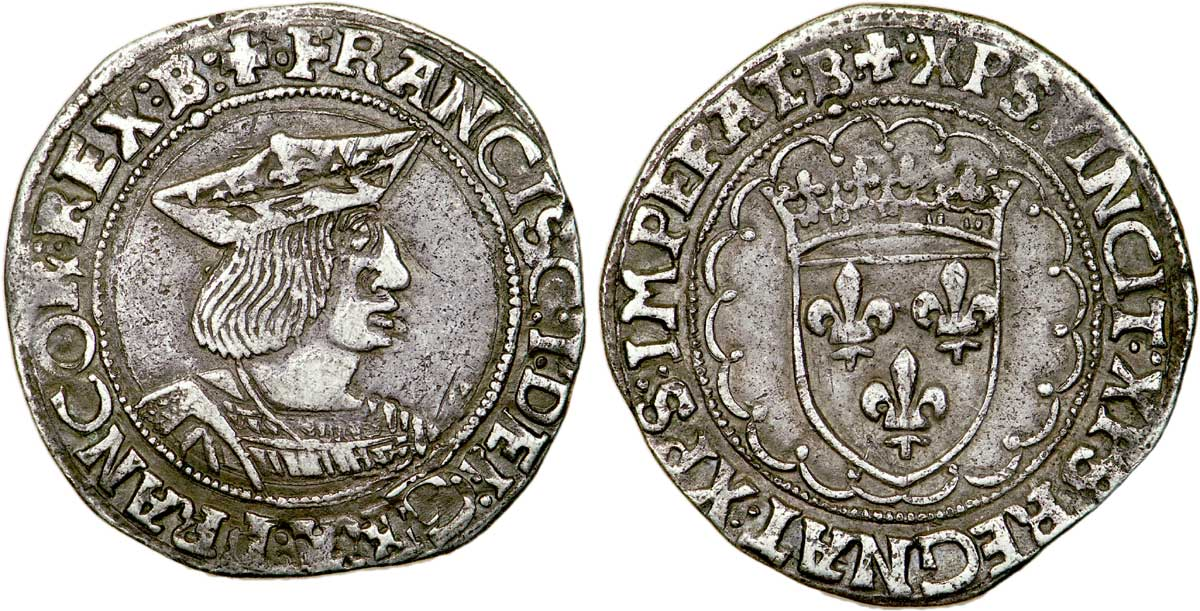
Monete con l'effigie di Francesco I di Francia

Nel 1512 il re Luigi XII volle che succedesse al padre nelle cariche di Gran Cacciatore e Falconiere del Ducato di Milano e nel 1516 Francesco I di Francia gli rinnovò le investiture nei feudi. Ricopriva il grado di generale di cavalleria di Francesco I quando il Re francese fu sconfitto nel 1521 dalla Lega Santa: Gian Francesco subì la confisca di tutti i beni ad opera degli imperiali di Carlo V. Nel 1529 l'imperatore gli confermò i possedimenti e i feudi e fu invitato nel 1530 alla sua incoronazione a Bologna.

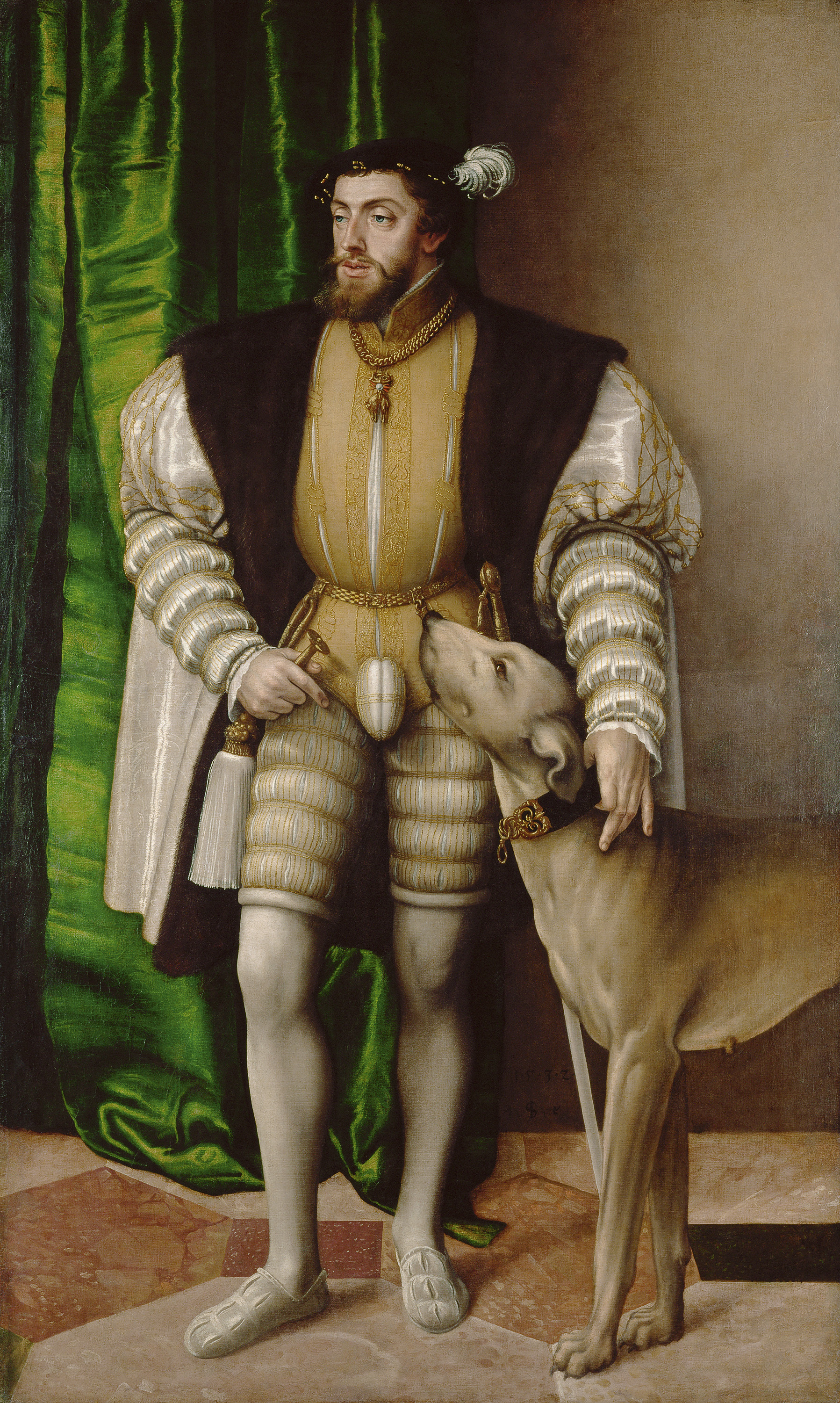
L'imperatore Carlo V ritratto da Jakob Seisenegger nel 1532

Gian Francesco tentò di avvicinarsi agli Sforza, ma il duca Francesco II, temendo la potenza e l'instabilità del Trivulzio, nel 1533 lo accusò di un tentativo di omicidio per avvelenamento. I suoi beni vennero confiscati e condannato alla pena di morte. Carlo V lo elevò al grado di colonnello al momento della discesa in Italia dei francesi nel 1536. Fu accusato e condannato a morte nel 1550 da Carlo V di aver tramato per l'uccisione di un suo procuratore, Ottavio Bignami,, ma due anni dopo ottenne il perdono dall'imperatore.

### Ultimi anni e morte
Visse molti anni da profugo e nel 1571 ottenne il grado di generale della cavalleria pontificia ad Avignone. Morì a Mantova nel 1573 e molti suoi feudi furono smembrati, alcuni dei quali passarono alla camera ducale di Milano.

## Discendenza
Gian Francesco e Giulia Trivulzio ebbero quattro figli:
- Giangiacomo (?-1567), marchese di Maleo, sposò Antonia d'Avalos, figlia di Alfonso III d'Avalos; premorì al padre;
- Ippolita, sposò Pompilio Collalto;
- Barbara;
- Paola, sposò Fulvio Rangoni.

Ebbe anche tre figli naturali:
- Niccolò (?-1599), naturale legittimato, cavaliere di San Michele
- Merita
- Raffaele (?-1583)

## Ascendenza
|                          |                 |                        | Genitori             |  |  | Nonni                  |  |  | Bisnonni          |  |
|                          |                 |                        |                      |  |  | Gian Giacomo Trivulzio |  |  | Antonio Trivulzio |  |
|                          |                 |                        |                      |  |  | Gian Giacomo Trivulzio |  |  | Antonio Trivulzio |  |
|                          |                 | Francesca Visconti     |                      |  |  | Gian Giacomo Trivulzio |  |  |                   |  |
| Gian Niccolò Trivulzio   |                 |                        |                      |  |  | Gian Giacomo Trivulzio |  |  |                   |  |
|                          |                 | Margherita Colleoni    | Nicolino Colleoni    |  |  |                        |  |  |                   |  |
|                          |                 | Margherita Colleoni    | Nicolino Colleoni    |  |  |                        |  |  |                   |  |
|                          |                 | Margherita Colleoni    | ...                  |  |  |                        |  |  |                   |  |
| Gian Francesco Trivulzio |                 | Margherita Colleoni    |                      |  |  |                        |  |  |                   |  |
|                          | Rodolfo Gonzaga | Ludovico III Gonzaga   |                      |  |  |                        |  |  |                   |  |
|                          | Rodolfo Gonzaga | Ludovico III Gonzaga   |                      |  |  |                        |  |  |                   |  |
|                          | Rodolfo Gonzaga | Barbara di Brandeburgo |                      |  |  |                        |  |  |                   |  |
| Paola Gonzaga            | Rodolfo Gonzaga |                        |                      |  |  |                        |  |  |                   |  |
|                          |                 | Caterina Pico          | Gianfrancesco I Pico |  |  |                        |  |  |                   |  |
|                          |                 | Caterina Pico          | Gianfrancesco I Pico |  |  |                        |  |  |                   |  |
|                          |                 | Caterina Pico          | Giulia Boiardo       |  |  |                        |  |  |                   |  |
|                          |                 | Caterina Pico          |                      |  |  |                        |  |  |                   |  |